# Jean Abraham
Pour les articles homonymes, voir Abraham (homonymie).
Jean Abraham dit Launay, né à Angers au milieu du XVIe siècle et mort après 1600, est un arpenteur et mathématicien français.

## Biographie
Jean Abraham est un mathématien et arpenteur vivant en Anjou.
Il est connu pour son ouvrage : L'arithmétique, arpentage universel, toisé des bastimens, géométrie inaccessible, géométrie par la règle & le compas: avec la Fabrique & usage des Quadrans sollaires publié en 1605 par Théodore Reinsart. Il  été réédité de nombreuses fois jusqu'en 1645. Cet ouvrage est dédié à Guillaume de Rosmadec.